# Tarantula

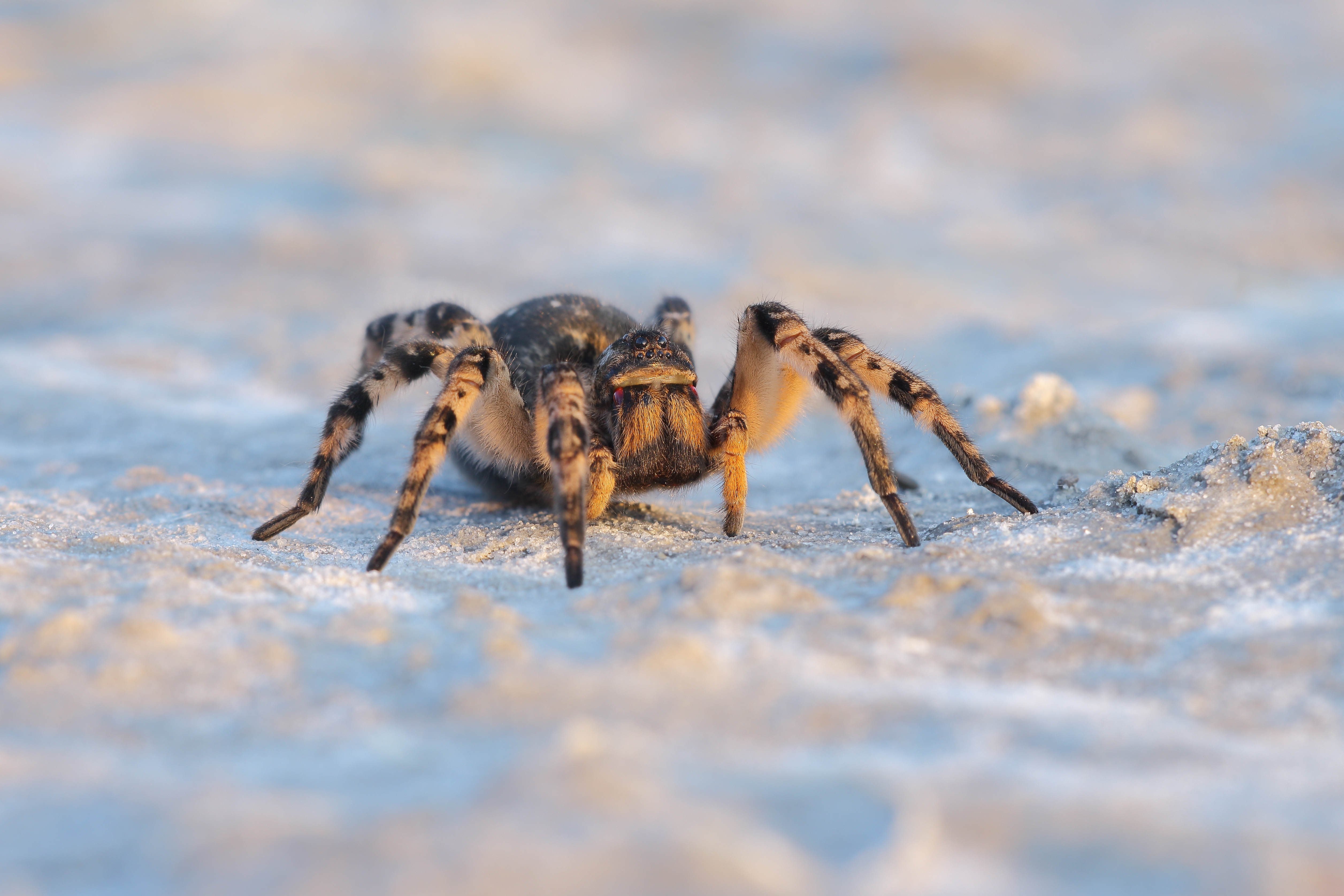
Tarantula ukraińska

Tarantula – zwyczajowa nazwa nadawana kilku południowo- i środkowoeuropejskim rodzajom dużych pająków z rodziny pogońcowatych – Hogna, Lycosa i Geolycosa.
Zwyczajowo w kilku językach, m.in. w polskim, mianem „tarantuli” nazywa się niesłusznie wiele większych gatunków pająków, zwłaszcza ptaszników. Jednak w języku angielskim również oficjalnie nazwy wielu ptaszników zawierają słowo „tarantula”.